# Смирнов, Иван Павлович (инженер)
Иван Павлович Смирнов (1905 — ?) — инженер-технолог, изобретатель, лауреат Ленинской премии 1966 года.
Родился в с. Синотское Лопатинского района Пензенской области.
С 1923 г. работал молотобойцем в кустарной мастерской, крановщиком и слесарем на предприятиях в Средней Азии. В 1927—1929 служил в РККА.
С 1930 г. слесарь на Харьковском тракторном заводе (в 1941—1946 в эвакуации в Сталинграде и Челябинске). С 1956 инженер, с 1963 — заведующий лабораторией пластической деформации металлов ХТЗ.
Заслуженный изобретатель Украинской ССР (1962). Лауреат Ленинской премии (1966) — за изобретение метода горячей накатки зубчатых шестерен большого модуля.
Награждён орденом «Знак Почёта» и медалями.
Автор книги:
- Сила влечения / И. П. Смирнов; лит. запись Ю. Э. Медведев. — М. : Политиздат, 1974. — 144 с. — 100 000 экз.

С 1975 на пенсии.